# Blue Voltige

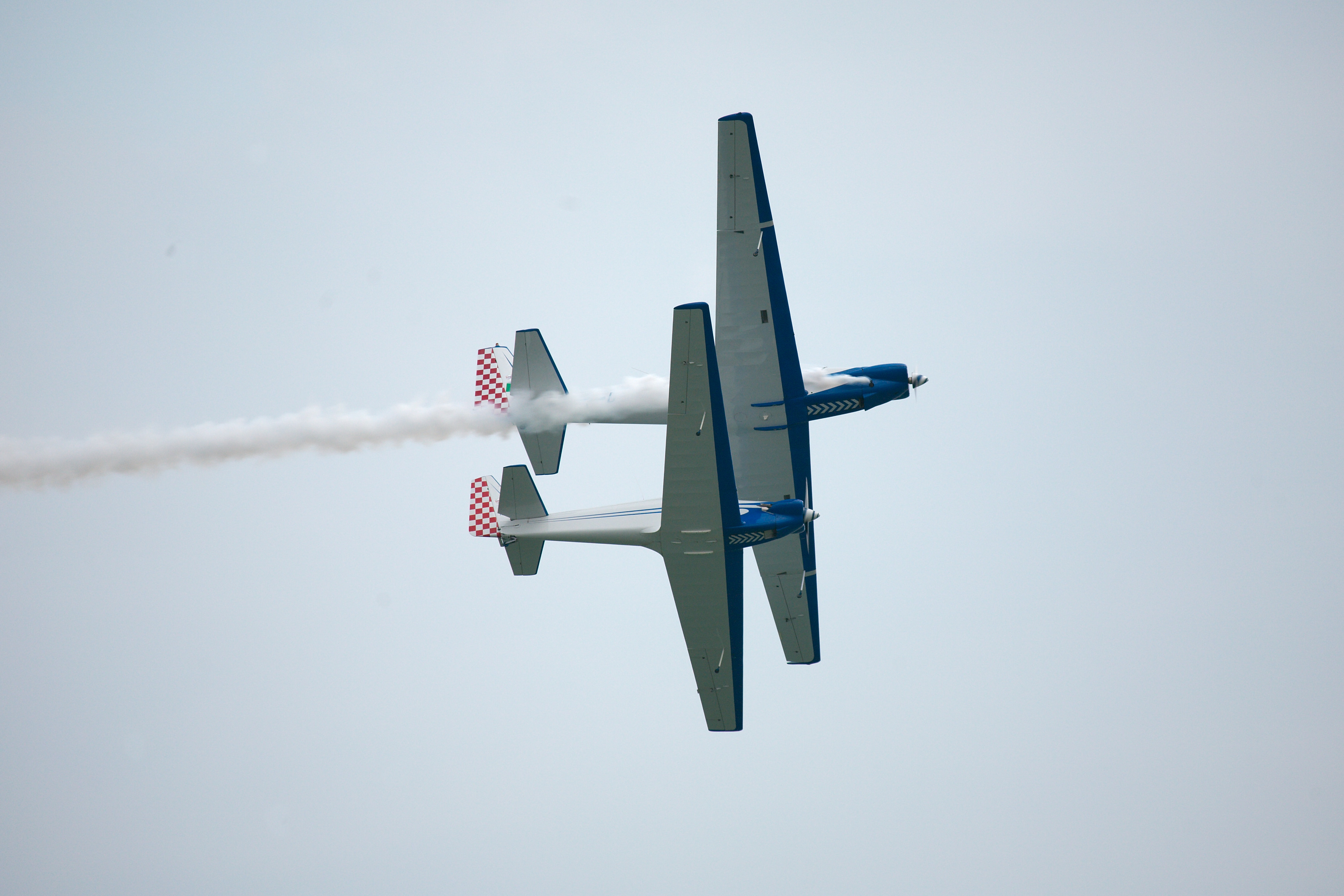
I Blue Voltige durante l' "Air Extreme" di Jesolo nel 2009

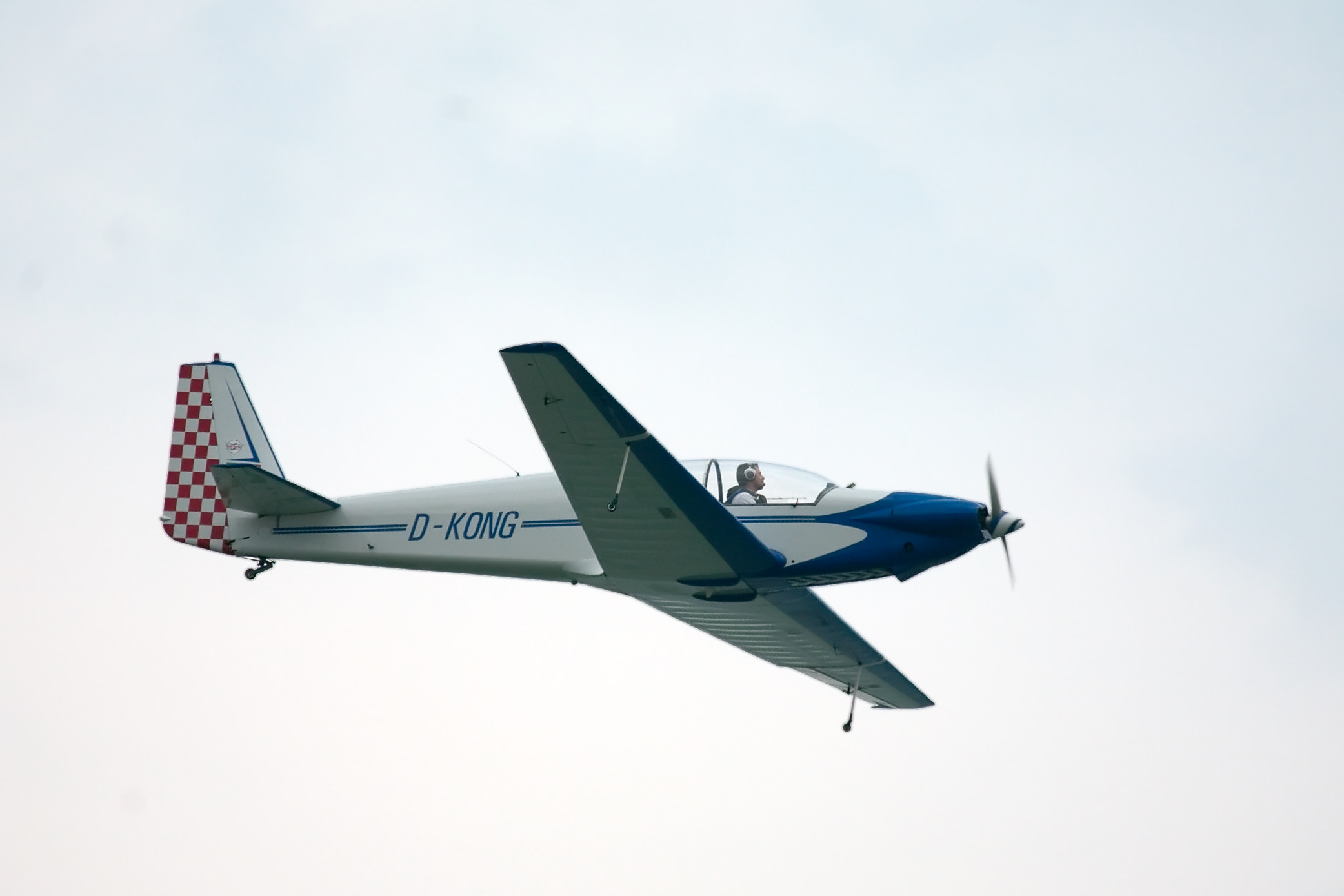
Il Fournier RF-5

La Blue Voltige è una pattuglia acrobatica civile italiana, basata nel Campo Jonathan a Grave di Papadopoli, un'isola nel greto del fiume Piave, in provincia di Treviso.

## Storia
Fondata nella primavera del 2000 da Fabio Iannacone e Ivan Prizzon, entrambi figli di piloti civili, che con l'acquisto di due motoalianti Fournier, prima un monoposto RF-4D e subito dopo un biposto RF-5D, compongono il duo dei Blue Voltige.

### Componenti
- Fabio Iannacone, pilota d'aereo dal 1991;[1]
- Ivan Prizzon, pilota d'aliante dal 1988 e d'aereo a motore dal 1992;[1]
- Daniele Beltrame, coordinatore tecnico;
- Marco Taufer, coordinatore team.

Mentore della squadra è il pilota Giancarlo Zanardo che alla base di Campo Jonathan custodisce le repliche funzionanti, da lui stesso costruite, di un Fokker Dr.I (marche I-LYNC) e di uno SPAD S.XIII (marche I-GIAG). Sempre a Campo Jonathan è basato un originale de Havilland DH.82 Tiger Moth "The English Patient" (marche I-RIAR), costruito nel 1942 per la Royal Air Force, che fu utilizzato per girare le scene del film Il paziente inglese.

### Acrobazie
È una pattuglia acrobatica che esegue manovre dolci ed eleganti, causa le caratteristiche tecniche e di potenza dei velivoli utilizzati, accompagnate da un sottofondo musicale di Richard Clayderman.

## Velivoli
- I-LUCB Monoposto Fournier RF-4D con motore Rectimo (Volkswagen) da 39 hp;
- D-KONG Biposto Fournier RF-5 con motore Limbach da 68 hp.[3]